# Осадча Вікторія Володимирівна
Осадча Вікторія Володимирівна (нар. 3 травня 1980, Донецьк, Донецька область) — українська освітянка, громадська діячка, з початком повномасштабного вторгнення у 2022 році стала співзасновницею та президенткою польської фундації «Незламна Україна».

## Освіта
У 1986-1997 рр. навчалася у Донецькій ЗОШ №55, закінчила із золотою медаллю.
У 1997-2002 рр. навчалася в Київському національному лінгвістичному університеті, де здобула спеціальність «Англійська мова, німецька мова та зарубіжна література». Протягом навчання в університеті вела викладацьку діяльність для студентів вечірнього та заочного відділення, навчала англійської мови. Після здобуття вищої освіти продовжила працювати за фахом в цьому ж університеті.
Є випускницею European Academy of Diplomacy | Europejska Akademia Dyplomacji | EAD (Академії молодих дипломатів), де навчалася впродовж 2021-2022 рр. (Варшава, Польща).

## Кар'єра
У 2007 році приєдналася до команди відділу навчання розвитку та персоналу ОТП Банку.
У 2013 році очолила відділ навчання та розвитку персоналу в Фідобанку.
Протягом 2018-2022 рр. працювала на посаді менеджера з маркетингу сімейного стартапу агропроекту «AFS Agro Flow System», який у 2020 році став кращим світовим стартапом року від Innovation World Cup.
З 2015 до 2018 рр. очолювала відділ навчання та розвитку персоналу «1+1 медіа», а також очолювала Вищу школу Media & Production, яка отримала 2 місце у номінації «Столиця» та нагороду HR Brand за розвиток персоналу у 2016 році.
У 2021-2022 рр.  координувала проєкти Академії ділової доброчесності та комплаєнсу UNIC Academy.

## Проєкти
У березні 2022 року заснувала «Першу українську школу» для дітей-переселенців у Польщі, яка керується фундацією «Незламна Україна». Школа була створена, щоб забезпечити освітою українських дітей, які виїхали до Польщі у зв'язку з повномасштабним вторгненням, та не могли відвідувати польськомовні школи у зв'язку зі станом ментального здоров'я або у польських школах не було місць.
Впродовж періоду з квітня 2022 по жовтень 2023 включно навчання у школі було повністю безоплатним для українців, фінансову допомогу для навчання надали міжнародні донори ЮНІСЕФ та Save the Children International, згодом і CARE International in Poland.
Наразі діє три філіали школи у містах Варшава, Краків та Вроцлав, навчається приблизно 1500 дітей на рік. Впродовж 2022-2024 освіту отримали понад 7000 дітей. Навчання у школах ведеться українською мовою згідно з програмою Міністерства освіти і науки України. Школа входить до списку україномовних шкіл, що діють у Польщі та має офіційну українську ліцензію на надання освіти від 24.08.2022.

## Нагороди та відзнаки
У 2023 році стала героїнею документального фільму «Power of Women: The Changemakers» американського видання Variety та телеканалу про жінок Lifetime, що отримав премію Daytime Emmy Awards. Стрічка розповідає про жінок, якими надихаються видатні діячки культурної сфери, номіновані на нагороду Power of Women, що вручає Variety. Документальний фільм здобув перемогу у категорії Creative Arts and Lifestyle (креатив та стиль життя) як Outstanding Arts and Popular Culture Program. У фільмі знялися акторка та продюсерка Пріянка Чопра, співачка Кеті Перрі, акторки Джуліана Мур та Голлі Беррі. Фільм можна переглянути на сервісі Amazon Prime.
У 2024 році «Перша українська школа» здобула перемогу у категорії Overcoming Adversity (Подолання нещасть) у конкурсі World's Best School Prize від організації T4 Education. Участь в конкурсі брали школи з усього світу, з-поміж українських шкіл також в категорію 10 відібраних учасників потрапила також Новопечерська школа.
23-24 листопада 2024 року Вікторія виступала на конференції Unlocking the Hidden Curriculum від World Schools Summit у місті Дубаї, ОАЕ.